# Grisetåodde
Grisetåodde är en udde i Danmark.   Den ligger i Struers kommun i Region Mittjylland, i den nordvästra delen av landet, 260 km väster om Köpenhamn. Närmaste större samhälle är Struer, 10 km söder om Grisetåodde. Grisetåodde ligger vid Oddesund i Limfjorden.